# Camminare sulla luna
Camminare sulla luna è un singolo del rapper italiano Il Tre, pubblicato il 14 giugno 2024 come secondo estratto dalla riedizione dell'album Invisibili.

## Descrizione
Il brano, scritto dallo stesso rapper, è prodotto da Brail.

## Video musicale
Il video musicale, diretto da Mattia Di Tella, è stato pubblicato il 20 giugno 2024 sul canale YouTube del rapper.

## Tracce
Testi di Guido Luigi Senia, musiche di Iacopo Sinigaglia, Giorgio Di Mario, Paolo Zou e Francesco Maria Aprili.
1. Camminare sulla luna – 3:11